# Guillermo de Hirsau
Guillermo de Hirsau, en francés, Guillaume de Hirsau, y en alemán Wilhelm von Hirsau (c. 1030-5 de julio de 1091), fue un benedictino alemán que fue abad de la abadía de Hirsau (o Hirsauge como suele traducirse en los documentos antiguos), famoso por haber importado la reforma cluniacense entre los alemanes. Guillermo se puso del lado del papa, durante la Querella de las Investiduras. Formado y educado, fue también compositor de música sacra así como aficionado a la astronomía. Fue, además, el autor de las Consuetudines Hirsauginenses, un tratado sobre la administración de los monasterios. Animó también a su amigo San Ulrico a escribir tratados sobre teología y administración monástica.

## Biografía
Guillermo nació en Baviera probablemente en 1030. Fue criado entre los benedictinos como puer oblatus y continuó sus estudios en la abadía de Saint-Emmeran, donde tuvo como maestro a Othlon de Saint-Emmeran (1010-1070). Compuso a mediados del siglo XI, mientras era monje en Saint-Emmeran, tratados sobre astronomía, música, partes de la enseñanza del quadrivium y disciplina monástica. Construyó varios instrumentos astronómicos, incluido un reloj de sol que mide las variaciones de la atmósfera, describe los equinoccios y solsticios y otros fenómenos. También se puede admirar su astrolabio en Ratisbona con la figura que representa al griego Aratos de Soles. Guillermo fue también un flautista de renombre.
Guillermo fue elegido abad de la abadía de Hirsau tras la destitución del ex abad Frédéric en 1069, pero no aceptó la consagración hasta la muerte de este último en 1071. Sin embargo, tan pronto como fue nombrado, se dedicó a reformar la abadía, inspirándose en la de la abadía de Gorze y especialmente en la de la abadía de Cluny, para asegurar la independencia de Hirsau frente al poder secular, y restaurar la disciplina interna. Esto lo pone en oposición directa a los Condes de Calw que habían recibido el privilegio de abades laicos. Un edicto de 1070 del emperador Enrique IV confirma que la abadía es de hecho propiedad privada de los condes, pero establece un vínculo directo con la corona imperial. Sin embargo, el Papa Gregorio Magno puso la abadía bajo su protección unos años más tarde. Guillermo viajó a Roma a fines de 1075 para que el Papa confirmara las exenciones de la abadía, lo que le permitió aprender más sobre la reforma gregoriana. Guillermo se pondrá del lado del Papa durante la Querella de las Investiduras. El conde Adalberto II de Calw renuncia a su privilegio y el emperador pone la abadía bajo la protección directa de la corona imperial y nombra a los condes de Calw, según el sistema Vogtei, como protectores del dominio de la abadía. A la abadía se le concedió permiso para elegir libremente a su abad y teóricamente elegir a su protector Vogt ).
De regreso en Hirsau, Guillermo aplicó una serie de reformas que restauraron la estricta disciplina benedictina y enfatizaron el voto de obediencia tal como se concibió en Cluny. Hizo distribuir una nueva copia de la Vulgata a los monasterios que deseaban adoptar la reforma. Escribió las Constitutiones Hirsaugienses y definió el papel del hermano lego o cofrade lego. Estos eran muy numerosos en las abadías benedictinas germánicas y de hecho servían como sirvientes. De ahora en adelante, deben tomar votos y permanecer dentro de los muros del monasterio. El resultado de estas reformas es fructífero, porque la abadía pasa de quince monjes de coro a ciento cincuenta monjes de coro en pocos años. La abadía, que se había quedado pequeña, tuvo que trasladarse al otro lado del río Nagold. Luego se construyó un espacioso monasterio en 1083, el más grande de su tiempo en el Sacro Imperio, con su iglesia románica dedicada a San Pedro.
Los esfuerzos de Guillermo no se limitan a Hirsau. Más de doscientos monasterios, nuevas fundaciones o antiguas instituciones, se suman a la reforma de Hirsau. Hirsau funda la abadía de Zwiefalten, la abadía de Blaubeuren, la abadía de San Pedro en la Selva Negra y la abadía de Saint-Georges-en-Forêt-Noire, la abadía de Saint-Paul du Lavanttal en Carintia. Hirsau también fundó la abadía de Reinhardsbrunn en Thuringia. Entre los monasterios existentes que adoptaron la reforma, se pueden distinguir la abadía de Petershausen, cerca de Constanza, la abadía de Todos los Santos de Schaffhausen, la abadía de San Pedro de Erfurt, la abadía de Comburg que recibió monjes de coro solo en la aristocracia. Muchos prioratos en Baviera, Suabia, Franconia también adoptan las nuevas constituciones, como el priorato de Reichenbach, el  priorato de Schönrain y el priorato de Fischbachau.
La reforma se acepta ampliamente en Franconia y en Suabia, incluyendo también algunas casas del este del Sacro Imperio, gracias a la reputación de Guillermo que se opuso al emperador durante la Querella de las Investiduras, para asegurar la libertad de la Iglesia.